# Ptychohyla sanctaecrucis
Ptychohyla sanctaecrucis är en groddjursart som beskrevs av Campbell och Smith 1992. Ptychohyla sanctaecrucis ingår i släktet Ptychohyla och familjen lövgrodor. IUCN kategoriserar arten globalt som akut hotad. Inga underarter finns listade i Catalogue of Life.